# Glas (Beč)
Glas je bio hrvatski iseljenički list.
U impresumu je stajalo da je Glas časopis za politiku i kulturu.
Izlazili su u Beču od 1957.

## Vanjske poveznice i izvori
- Bibliografija Hrvatske revije  Arhivirana inačica izvorne stranice od 20. lipnja 2006. (Wayback Machine) Franjo Hijacint Eterović: Trideset godina hrvatskog iseljeničkog tiska 1945-1975.
- Bibliografija Hrvatske revije  Arhivirana inačica izvorne stranice od 23. lipnja 2006. (Wayback Machine) Članci